# إيمانويل كويكلي
إيمانويل كويكلي (بالإنجليزية: Immanuel Quickley)‏ هو لاعب كرة سلة أمريكي يلعب في مركز لاعب هجوم خلفي أو مدافع مسدد الهدف في نادي نيويورك نيكس.

## روابط خارجية
- إيمانويل كويكلي على موقع الاتحاد الدولي لكرة السلة (الإنجليزية)
- إيمانويل كويكلي على موقع إن بي أي (الإنجليزية)
- إيمانويل كويكلي على موقع سبورتس رفرنس (الإنجليزية)
- إيمانويل كويكلي على موقع كرة السلة الأوروبية.كوم (الإنجليزية)
- إيمانويل كويكلي على موقع إي إس بي إن.كوم (الإنجليزية)
- إيمانويل كويكلي على موقع كلية كرة السلة في سبورتس رفرنس.كوم (الإنجليزية)
- إيمانويل كويكلي على موقع ريلجم (الإنجليزية)
- إيمانويل كويكلي على موقع بروبوليرز (الإنجليزية)